# Selaginella kansuensis
Selaginella kansuensis là một loài dương xỉ trong họ Selaginellaceae. Loài này được Ching & Y.P. Hsu mô tả khoa học đầu tiên năm 1974.